# Venzone
Venzone (friuli nyelven: Vençon, németül: Peuscheldorf, szlovénül: Pušja ves) település Olaszországban, Friuli-Venezia Giulia régióban, Udine megyében. Lakosainak száma 1939 fő (2023. január 1.). Venzone Cavazzo Carnico, Gemona del Friuli, Lusevera, Moggio Udinese, Resia, Resiutta, Bordano és Amaro községekkel határos.

## Népesség
A település népességének változása:
| Lakosok száma | 2060 | 2011 | 1939 |
|               | 2017 | 2018 | 2023 |